# داریوش کاشانی
داریوش کاشانی (انگلیسی: Dariush Kashani؛ زادهٔ) بازیگر اهل ایالات متحده آمریکا است. وی که از سال ۱۹۹۸ میلادی تاکنون مشغول فعالیت بوده‌است اصالتاً ایرانی و در ۹ سالگی به آمریکا مهاجرت کرده‌است.
کاشانی دستاوردهایی همچون جوایز تونی و جایزه اوبی را در کارنامه دارد و از جمله آثاری که وی در آن‌ها ایفای نقش کرده می‌توان به مجموعه تلویزیونی خانم وزیر، ان‌سی‌آی‌اس: لس آنجلس و لاست و سریال 24 اشاره کرد.